# Palazzo Farrattini
Palazzo Farrattini è uno dei più importanti palazzi della città di Amelia.
L'edificio prospiciente la via omonima e di fronte al caratteristico Vicolo Sangallo, viene costruito tra il 1520 e il 1525 su disegno dell'architetto Antonio da Sangallo il Giovane. 

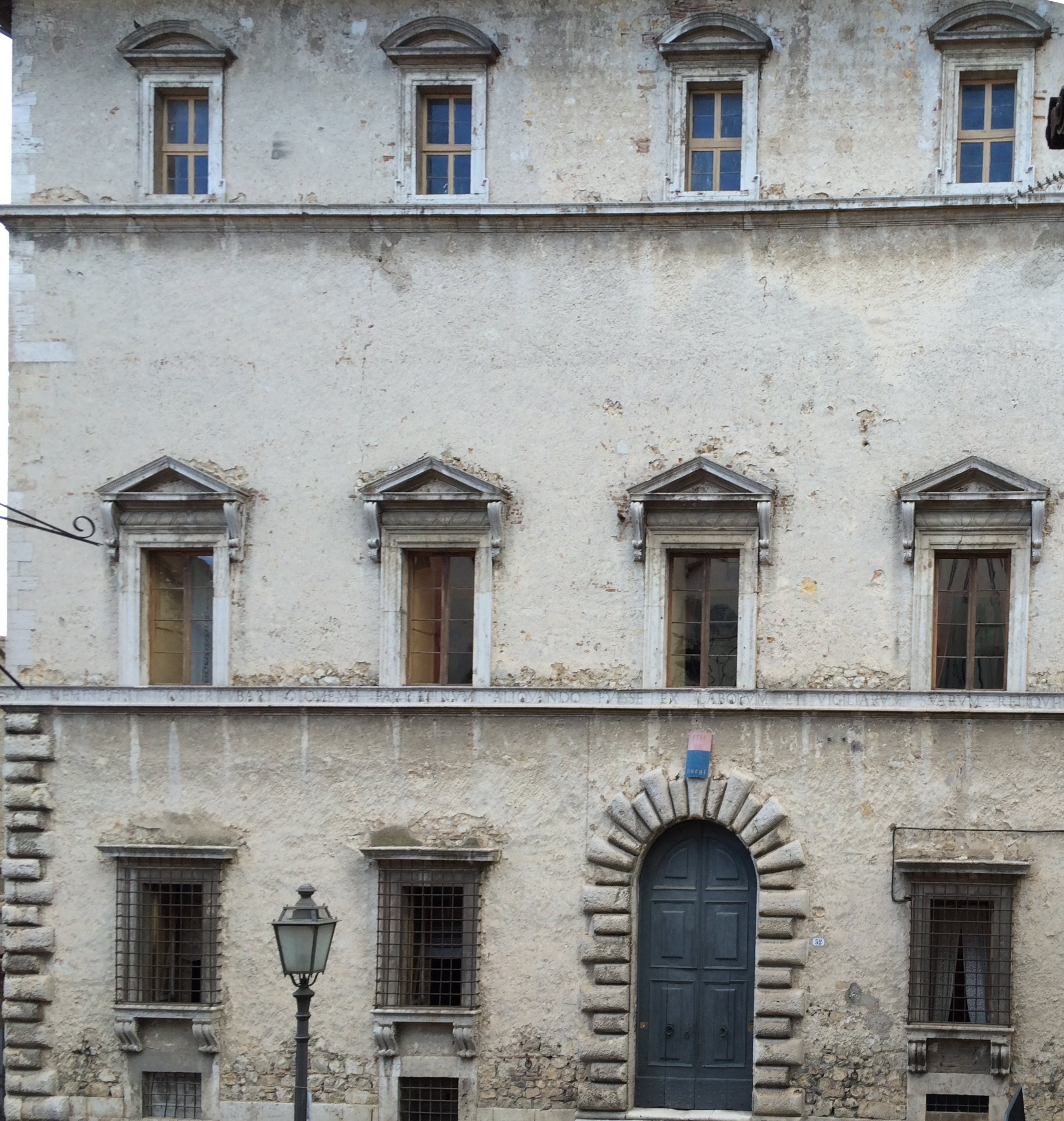
Particolare della facciata

Protetto da un bugnato d'angolo fino al tetto, ha la facciata suddivisa orizzontalmente da un fascione marcapiano con l'iscrizione UT MEMINERINT POSTERI BHARTOLOMEUM FARRATTINUM ALIQUANDO FUISSE EX LABORIUM ET VIGILIARUM SUARUM RELIQUIIS IPSE ET SUIS CASAM POSUIT.

Seguono simmetriche le finestre a timpano e mensole a peduncolo a foglia, mentre quelle del piano terra vengono definite inginocchiate.
In asse, il maestoso portale a bugnato dà accesso alla corte interna dove un'interessante scala percorribile, sembra, anche a cavallo, conduce al piano nobile e al salone di rappresentanza con soffitto a cassettoni e imponente stemma nobiliare ligneo.
Fu costruito su preesistenti ambienti di terme romane, come attestano,nei sotterranei, volte, opus e mosaici a tessere bianche e nere. L'opera, nella parte posteriore, doveva concludersi con un cortile a loggiato: sui due avancorpi sporgenti sono presenti ampie arcate finestrate, del vestibolo superiore, che contenevano la loggia porticata: oggi lo spazio sottostante è adibito a giardino sul quale prospetta una dépendance quattrocentesca.